# 視線
視線（英語：line of sight，也稱為visual axis或sightline）是觀察者/觀眾的眼睛和感興趣的對象之間，或它們的相對方向的假想線。在任何超過清晰視野最大距離的距離，主體可以是觀察者注意到或要注意到的任何可定義的物體。在光學中，由於使用透鏡而導致的光線折射會導致失真。陰影、圖案和運動也會影響視線的解讀，（例如視錯覺）。
術語「線」通常假定觀察物體所用的光以直線光線的形式傳播，但有時情况並非如此，因為當從鏡子反射時，光可以採取彎曲/成角度的路徑；穿越介質、透鏡或密度改變，或被引力場偏轉都會折射。研究領域以特定目標為特徵，如航行中的船隻、量測中的標記旗或自然特徵、天文學中的天體等。為了獲得最佳的觀察結果，最好有一條完全暢通無阻的視線。

## 應用
- 視線 (建築)（英语：Sightline (architecture)）
- 視線範圍（英语：Line-of-sight range）
- 視線 (飛彈)（英语：Line-of-sight (missile)）：飛彈和目標之間的直線
- 雷達地平線（英语：Radar horizon）
- 視線傳播：沿直線傳播的電磁波
  - 非視線傳播（英语：Non-line-of-sight propagation）
- 直射火力：以相對平坦的軌跡直接射擊可見目標
- 徑向速度：物體直接朝向或遠離觀察者的速度
- 視線雙星：從地球上看，兩顆恒星只是巧合地靠得很近
- Beyond visual line of sight